# Baldeo

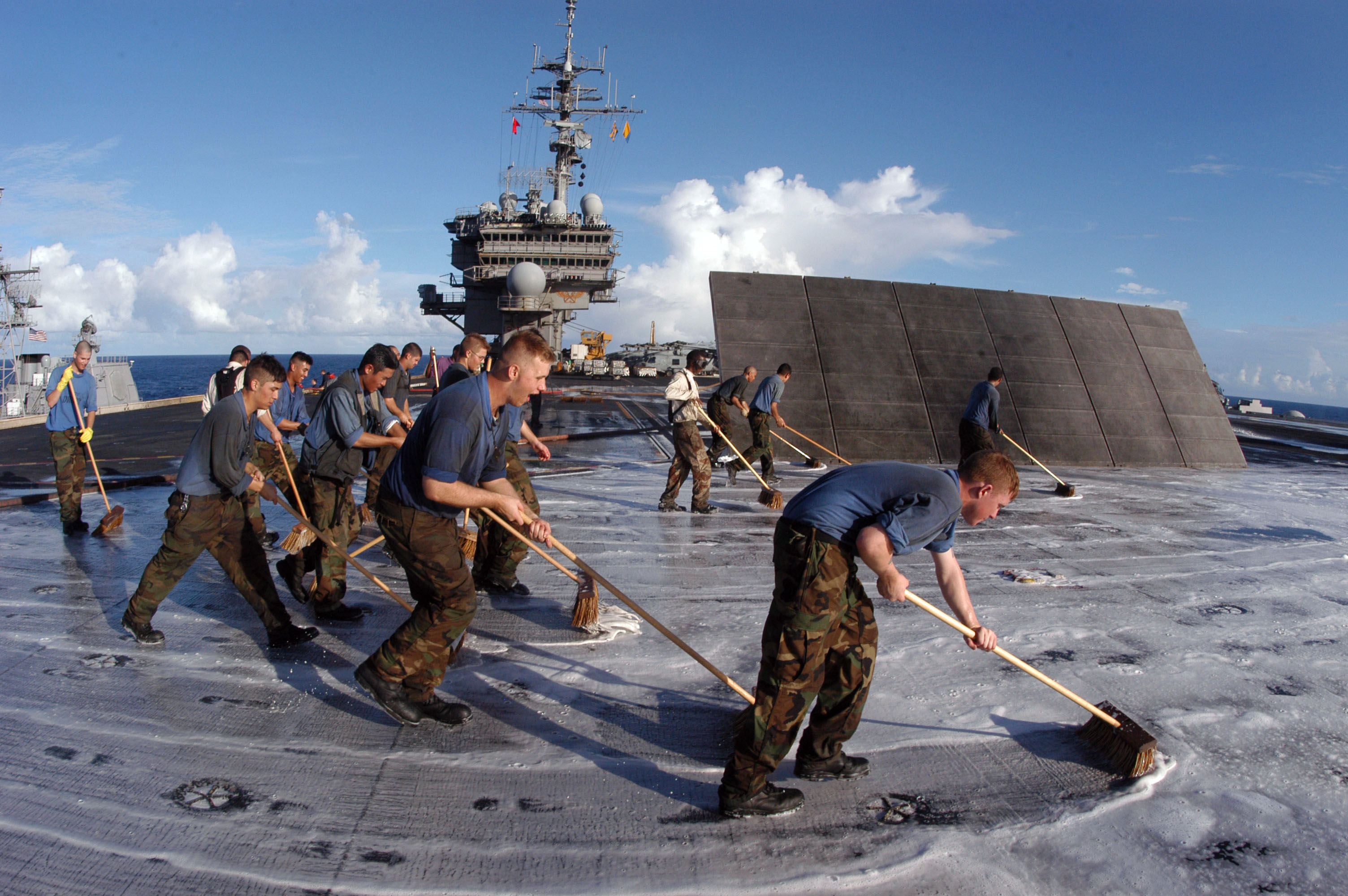
Limpieza de la cubierta tras su baldeo

Se llama baldeo a la acción de echar agua sobre la cubierta de los buques. 
Esta acción que se hace con agua de mar tiene varios objetos, siendo el principal de ellos la limpieza diaria de la cubierta y la obra muerta, para lo cual a la vez que se arroja el agua, se frotan con escobas muy fuertes las partes baldeadas. 
También se baldea la cabullería y cubiertas en algunos buques inmediatamente después de haber llovido y antes de escurrir, tanto para evitar la rigidez de los cabos de labor como el mal aspecto que presentan la maderas con las aguas pluviales. En este caso, la operación se reduce a arrojar agua. 